# Zichron Achim
Zichron Achim (hebrejsky: זיכרון אחים) je městská čtvrť v centrální části Jeruzaléma v Izraeli. 

## Geografie
Je součástí širšího zastavěného distriktu zvaného Lev ha-ir (Střed města), který zaujímá centrální oblast Západního Jeruzaléma a v jeho rámci tvoří spolu s dalšími menšími obytnými soubory podčást zvanou Nachla'ot. Nachází se v prostoru vymezeném ulicemi Becalel, Usiškin, ha-Madregot a Šabazi, nedaleko od obytných souborů Nachalat Achim a Ša'arej Chesed. Leží v nadmořské výšce cca 800 metrů, cca 2 kilometry západně od Starého Města. Populace čtvrti je židovská.

## Dějiny
Čtvrť Zichron Achim vznikla roku 1934. Založili ji Židé původem z Turecka.